# تی‌جی‌اس-نوپک
تی‌جی‌اس-نوپک (به نروژی: TGS-NOPEC) شرکت زمین‌شناسی نروژی است، که در زمینه پردازش، تفسیر و ارائه داده‌های زمین‌شناسی، لرزه‌نگاری سه‌بعدی و دوبعدی و نرم‌افزارهای علوم زمین فعالیت می‌کند.
دفتر مرکزی شرکت تی‌جی‌اس-نوپک در شهر آسکر، در حومه اسلو قرار دارد و دفاتر بین‌المللی آن در بدفورد، بریتانیا، نیواورلئان، لوئیزیانا و هیوستون، تگزاس در ایالات متحده آمریکا، کالگری، کانادا و پرت، استرالیا مستقر می‌باشند.